# Бомбиери, Энрико
Энрико Бомбие́ри (итал. Enrico Bombieri; род. 26 ноября 1940, Милан) — итальянский математик.
Член Национальной академии деи Линчеи (1976), Национальной академии наук США (1996), иностранный член Французской академии наук (1984).

## Биография
Энрико Бомбиери окончил Миланский университет, под руководством Джованни Риччи получив степень Ph.D., и поступил в Кембриджский Тринити-колледж, где был учеником Гарольда Дэвенпорта. После этого он преподавал в Университете Кальяри и Университете Пизы, а затем эмигрировал в США, где стал работать в Институте перспективных исследований в Принстоне, штат Нью-Джерси.
Энрико Бомбиери знаменит своими работами в области теории чисел, алгебраической геометрии и математического анализа. Одним из основных результатов аналитической теории чисел является доказанная в 1960-х теорему Бомбиери — Виноградова, обобщающая теорему Дирихле о простых числах в арифметической прогрессии.

## Награды и отличия
- Премия Каччиополи[англ.] (1966)
- Филдсовская премия (1974)
- Премия Фельтринелли (1976)
- Мемориальная лекция Соломона Лефшеца (1977)
- Премия Бальцана (1980)
- Международная премия короля Фейсала (2010)
- Премия Крафорда (2020)